# Soquete 754

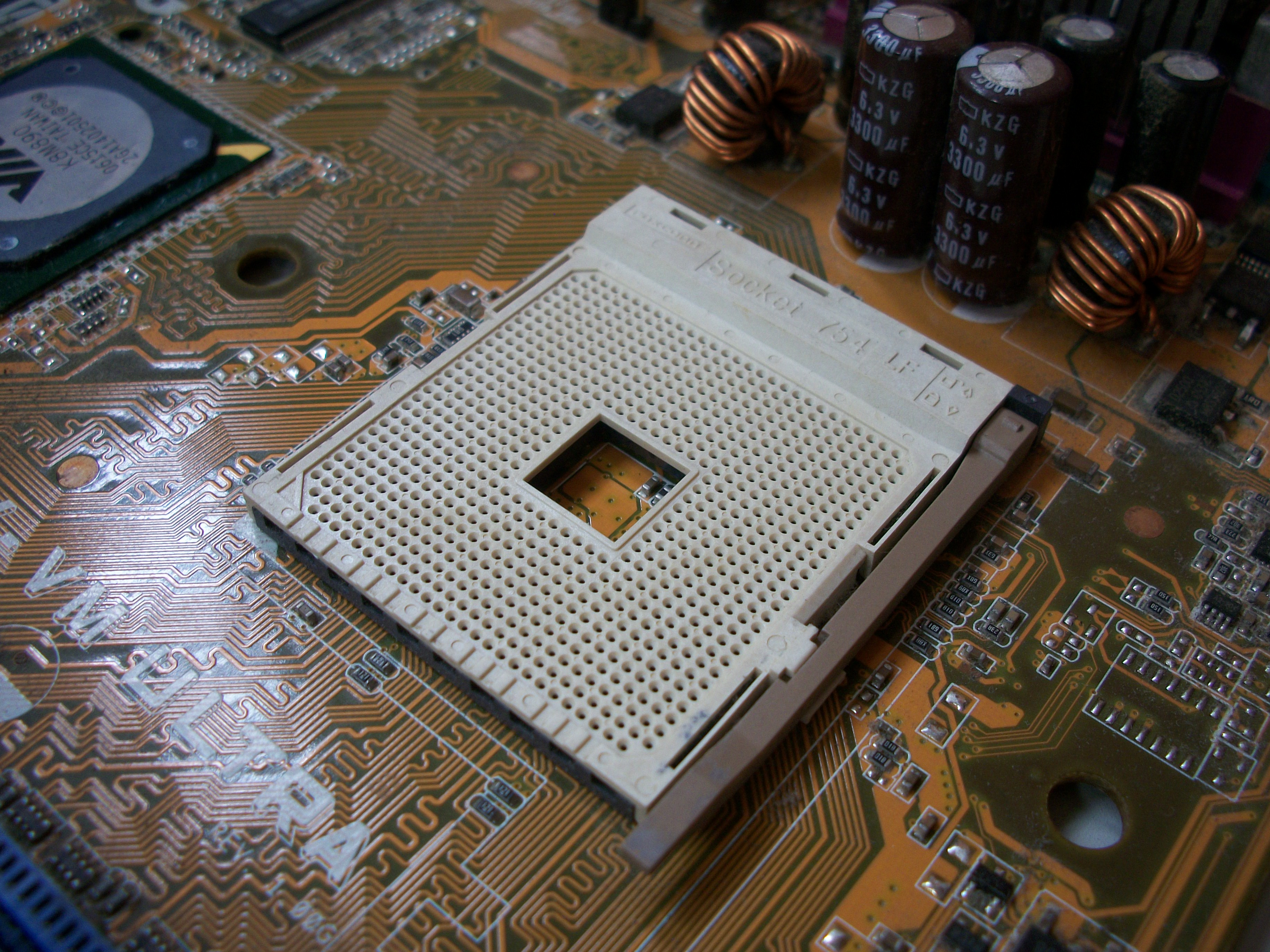
O Soquete 754

O Soquete 754 é um soquete da AMD, que foi o primeiro soquete a suportar o HyperTransport e instruções 64 bits lançado pela AMD devido ao sucesso do seu antecessor o Soquete A (462). Recebeu esse nome pelo número de pinos que o processador do soquete tem. Não suportava memórias DDR em modo Dual-Channel, e foi usado nos processadores Athlon 64 (2800+ a 3700+) de núcleo Clawhammer, nos Sempron 2500 + e Turion 64.

## Chipsets

### ATI Radeon XPRESS 200
- Tipo de memória RAM/Velocidade de barramento: DDR 400/200 MHz (DDR bus)
- FSB: 800 MHz (HyperTransport)
- Controlador de dispositivos de armazenamento: ATA 100 (RAID 0/1); 1.5 Gbit/s SATA (RAID 0/1/0+1)
- Barramentos de periféricos: PCI, PCI-E
- Vídeo onboard: ATI Radeon X300
- North Bridge: ATI Radeon XPRESS 200
- South Bridge: ATI SB400

### ATI XPRESS 200P
- Tipo de memória RAM/Velocidade de barramento: DDR 400/200 MHz (DDR bus)
- FSB: 800 MHz (HyperTransport)
- Controlador de dispositivos de armazenamento: ATA 100; 1.5 Gbit/s SATA (RAID 0/1/0+1)
- Barramentos de periféricos: PCI, PCI-E
- Vídeo onboard: não
- North Bridge: ATI Radeon XPRESS 200
- South Bridge: ULI M1573

### NVIDIA GeForce 6100
- Tipo de memória RAM/Velocidade de barramento: DDR 400/200 MHz (DDR bus)
- FSB: 800 MHz (HyperTransport)
- Controlador de dispositivos de armazenamento:	ATA 100; 1.5 Gbit/s SATA (RAID 0/1)
- Barramentos de periféricos: PCI, PCI-E
- Vídeo onboard: NVIDIA GeForce 6100
- North Bridge: NVIDIA GeForce 6100
- South Bridge: NVIDIA nForce 410

### NVIDIA nForce3 250
- Tipo de memória RAM/Velocidade de barramento: DDR 400/200 MHz (DDR bus)
- FSB: 800 MHz (HyperTransport)
- Controlador de dispositivos de armazenamento:	 ATA 100 (RAID 0/1/0+1); 1.5 Gbit/s SATA (RAID 0/1/0+1)
- Barramentos de periféricos: PCI, AGP (Não PCI-E)
- Vídeo onboard: Não
- Som onboard: 8 channel (Realtek ALC850)
- North Bridge: NVIDIA nForce3 250
- South Bridge:

### NVIDIA nForce3 250Gb
- Tipo de memória RAM/Velocidade de barramento: DDR 400/200 MHz (DDR bus)
- FSB: 800 MHz (HyperTransport)
- Controlador de dispositivos de armazenamento:	 ATA 100 (RAID 0/1/0+1); 1.5 Gbit/s SATA (RAID 0/1/0+1)
- Barramentos de periféricos: PCI, AGP (No PCI-E)
- Vídeo onboard: Não
- LAN: Integrated 1 Gbit/s LAN
- North Bridge: NVIDIA nForce3 250Gb
- South Bridge

### NVIDIA nForce 4
- Tipo de memória RAM/Velocidade de barramento: DDR 400/200 MHz (DDR bus)
- FSB: 800 MHz (HyperTransport)
- Controlador de dispositivos de armazenamento:	 ATA 100 (RAID 0/1/0+1); 1.5 Gbit/s SATA (RAID 0/1/0+1)
- Barramentos de periféricos: PCI, PCI-E (No AGP)
- Vídeo onboard: Não
- North Bridge: NVIDIA nForce4
- South Bridge:

### NVIDIA nForce4 4x
- Tipo de memória RAM/Velocidade de barramento: DDR 400/200 MHz (DDR bus)
- FSB: 800 MHz (HyperTransport)
- Controlador de dispositivos de armazenamento: ATA 100 (RAID 0/1); 1.5 Gbit/s SATA
- Barramentos de periféricos: PCI, PCI-E (No AGP)
- Vídeo onboard: Não
- North Bridge: NVIDIA nForce4
- South Bridge		?

### nVIDIA nForce4 SLI
- Tipo de memória RAM/Velocidade de barramento: DDR 400/200 MHz (DDR bus)
- FSB: 800 MHz (HyperTransport)
- Controlador de dispositivos de armazenamento: ATA 100 (RAID 0/1); 3 Gbit/s SATA (RAID 0/1/0+1)
- Barramentos de periféricos: PCI, PCI-E (Two PCI-E x16) (No AGP support)
- Vídeo onboard: Não
- LAN: 1 Gbit/s LAN integrada
- North Bridge: NVIDIA nForce4
- South Bridge

### Sis 755
- Tipo de memória RAM/Velocidade de barramento: DDR 400/200 MHz (DDR bus)
- FSB: 800 MHz (HyperTransport)
- Controlador de dispositivos de armazenamento: ATA 100; 1.5 Gbit/s SATA (RAID 0/1)
- Barramentos de periféricos: PCI, AGP (8x)
- Vídeo onboard: Não
- North Bridge: SiS 755
- South Bridge: SiS 964

### SiS 760 GX
- Tipo de memória RAM/Velocidade de barramento: DDR 400/200 MHz (DDR bus)
- FSB: 800 MHz (HyperTransport)
- Controlador de dispositivos de armazenamento: ATA 100; 1.5 Gbit/s SATA (RAID 0/1)
- Barramentos de periféricos: PCI, AGP (8x)
- Vídeo onboard: SiS Mirage2
- Som onboard: 6 channel (Realtek 655)
- North Bridge: SiS 760 GX
- South Bridge: SiS 964

### Sis 761 GX
- Tipo de memória RAM/Velocidade de barramento: DDR 400/200 MHz (DDR bus)
- FSB: 800 MHz (HyperTransport)
- Controlador de dispositivos de armazenamento: ATA 100; 1.5 Gbit/s SATA
- Barramentos de periféricos: PCI, AGP (Pro)
- Vídeo onboard: SiS Mirage2
- North Bridge: SiS 761 GX
- South Bridge: SiS 965L

### Uli M1689
- Tipo de memória RAM/Velocidade de barramento: DDR 400/200 MHz (DDR bus)
- FSB: 800 MHz (HyperTransport)
- Controlador de dispositivos de armazenamento: ATA 100; 1.5 Gbit/s SATA (RAID 0/1)
- Barramentos de periféricos: PCI, AGP (8x)
- Vídeo onboard: Não
- North Bridge: Uli M1689
- South Bridge

### VIA K8M800
- Tipo de memória RAM/Velocidade de barramento: DDR 400/200 MHz (DDR bus)
- FSB: 800 MHz (HyperTransport)
- Controlador de dispositivos de armazenamento: ATA 100; 1.5 Gbit/s SATA (RAID 0/1)
- Barramentos de periféricos: PCI, AGP (8x)
- Vídeo onboard: Sim (VIA/S3G Unichrome Pro IGP)
- North Bridge: VIA K8M800
- South Bridge: VIA VT8237R

### VIA K8T800
- Tipo de memória RAM/Velocidade de barramento: DDR 400/200 MHz (DDR bus)
- FSB: 800 MHz (HyperTransport)
- Controlador de dispositivos de armazenamento: ATA 100; 1.5 Gbit/s SATA (RAID 0/1)
- Barramentos de periféricos: PCI, AGP (8x)
- Vídeo onboard: Não
- North Bridge: VIA K8T800
- South Bridge: VIA VT8237R

### VIA K8T800 Pro
- Tipo de memória RAM/Velocidade de barramento: DDR 400/200 MHz (DDR bus)
- FSB: 1000 MHz (HyperTransport)
- Controlador de dispositivos de armazenamento: ATA 100; 1.5 Gbit/s SATA (RAID 0/1)
- Barramentos de periféricos: PCI, AGP (8x)
- Vídeo onboard: Não
- North Bridge: VIA K8T800 Pro
- South Bridge: VIA VT8237

### VIA K8T890
- Tipo de memória RAM/Velocidade de barramento: DDR 400/200 MHz (DDR bus)
- FSB: 1000 MHz (HyperTransport)
- Controlador de dispositivos de armazenamento: ATA 100; 1.5 Gbit/s SATA (RAID 0/1)
- Barramentos de periféricos: PCI, AGP (8x)
- Vídeo onboard: Não
- North Bridge: VIA K8T890
- South Bridge: VIA VT8237R MRgogofl